# Боровка (Котельницький район)
Боро́вка (рос. Боровка) — село у складі Котельницького району Кіровської області, Росія. Адміністративний центр Морозовського сільського поселення.
Населення становить 565 осіб (2010, 735 у 2002).
Національний склад станом на 2002 рік — росіяни 97 %.